# Episodi di Toy Boy (prima stagione)
La prima stagione della serie televisiva Toy Boy, composta da 13 episodi, è stata trasmessa in prima visione in Spagna dal canale Antena 3 dal 25 settembre al 17 dicembre 2019.
In Italia, la stagione è stata pubblicata sulla piattaforma di streaming Netflix il 28 febbraio 2020.
A partire dal mese di febbraio 2022 la serie è disponibile anche nella versione doppiata in italiano, sempre sulla piattaforma di streaming Netflix  
| nº | Titolo originale     | Titolo italiano         | Prima TV Spagna   | Pubblicazione Italia |
| -- | -------------------- | ----------------------- | ----------------- | -------------------- |
| 1  | Piloto               | Pilot                   | 25 settembre 2019 | 28 febbraio 2020     |
| 2  | De entre los muertos | Nel mondo dei morti     | 2 ottobre 2019    | 28 febbraio 2020     |
| 3  | El juicio final      | Il giudizio finale      | 9 ottobre 2019    | 28 febbraio 2020     |
| 4  | Casilla de salida    | Punto di partenza       | 16 ottobre 2019   | 28 febbraio 2020     |
| 5  | El pulso del asesino | Il polso dell'assassino | 23 ottobre 2019   | 28 febbraio 2020     |
| 6  | El final del túnel   | La fine del tunnel      | 30 ottobre 2019   | 28 febbraio 2020     |
| 7  | Juego de máscaras    | Dietro la maschera      | 6 novembre 2019   | 28 febbraio 2020     |
| 8  | Único testigo        | Unico testimone         | 13 novembre 2019  | 28 febbraio 2020     |
| 9  | Amor de madre        | Amore materno           | 20 novembre 2019  | 28 febbraio 2020     |
| 10 | Polaroids            | Polaroid                | 27 novembre 2019  | 28 febbraio 2020     |
| 11 | Cachorro             | Il cucciolo             | 3 dicembre 2019   | 28 febbraio 2020     |
| 12 | Redención            | Redenzione              | 10 dicembre 2019  | 28 febbraio 2020     |
| 13 | Ángeles caídos       | Angeli caduti           | 17 dicembre 2019  | 28 febbraio 2020     |